# Tanytarsus nietzkei
Tanytarsus nietzkei är en tvåvingeart som beskrevs av Maurice Emile Marie Goetghebuer 1935. Tanytarsus nietzkei ingår i släktet Tanytarsus och familjen fjädermyggor.
Artens utbredningsområde är Tyskland. Inga underarter finns listade i Catalogue of Life.